# 鹿子母講堂
鹿子母講堂（ろくしもこうどう、Pli：Pubbārāma Migāra-mātupāsāda）は、釈迦在世にあった寺院（精舎・伽藍）の一つ。東園・鹿子母堂（とうえん・ろくしもどう）などともいう。
コーサラ国の長者、ミガーラ（彌伽羅と音写し、鹿子と訳す）の夫人であるヴィサーカー（毘舎佉）という女性の在家信者が寄進して建立された寺院。舎衛城（シュラバスティー）外の東部にあった。ヴィサーカーがある日、九倶胝の晴衣を売って作り、仏僧団に奉じた。2階上下にそれぞれ500の部屋があったという。
寺院の名前はヴィサーカーのことであるが、鹿子長者に嫁した時に「我が母のようだ」と讃嘆したことから、彼女を鹿子の母、すなわち鹿子母と呼ばれるようになった。夫妻共によく仏に帰依し、また供養し祇園精舎の東に建立した。このことから東園鹿子母講堂、東園鹿子堂などというようになった。
ヴィサーカーがある日、九倶胝（倶胝は一説に億とするので、9億か？）の価値のある晴衣をつけて祇園精舎に至った。仏前に至る前に晴衣を脱いで下婢に持たしたが、還る時に下婢がこれを忘れた。阿難がこれを階段の一隅に掛けておいた。後にヴィサーカーがこれを知ったが、上座の手に触れたるものを取る能わずとして、その価値に相当するものを奉献せんと願い、仏の御言に依って精舎建立を決意し、目連を監督として九倶胝を費やし9ヶ月で完成した。上下2階に各々500の室があり、また講堂があり、そのために鹿子母講堂と呼ばれるようになった。建築および安居を願う事などにより、総額二十七倶胝（27億？）を費やしたという。ヴィサーカーはこれが成就すると、歓喜の偈を謳い講堂を巡ったという。